# Saranghagi ttaemoone
 (juin 2021).
Pour plus de détails, voir Fiche technique et Distribution.
Saranghagi ttaemoone (사랑하기 때문에) est un film sud-coréen réalisé par Ju Ji-hoong, sorti en 2017.

## Synopsis
Après un accident, Lee Hyeong, un compositeur de chansons, devient messager de l'amour et a le pouvoir de connecter les personnes qui n'arrivent pas à exprimer leurs sentiments.

## Fiche technique
- Titre : Saranghagi ttaemoone
- Titre original non latin : 사랑하기 때문에
- Titre anglais : Because I Love You
- Réalisation : Ju Ji-hoong
- Pays :  Corée du Sud
- Genre : Drame, fantastique et romance
- Durée : 110 minutes
- Dates de sortie : 
  -  Corée du Sud : 4 janvier 2017

## Distribution
- Cha Tae-hyun : Lee Hyeong
- Jang Do-yoon : Yo-seb
- Kim Joon-bum
- Lim Ju-hwan : Chan-young
- Seo Hyeon-jin : Hyun-kyeong
- Sung Dong-il : le détective Park
- Kim Yoo-jung : Scully
- Kim Yoon-hye : Mal-hee

## Box-office
Le film a rapporté 2,3 millions de dollars au box-office.